# Gunnarskog
Gunnarskog oder Stommen ist eine Ortschaft (Tätort) in der schwedischen Provinz Värmlands län. 2015 hatte der Ort 275 Einwohner. Gunnarskog ist Hauptort einer kirchlichen Gemeinde (Församling) und seit 1. Januar 2016 namensgebend für einen Distrikt. Bis 1971 bildete Gunnarskog auch eine eigene Landgemeinde (Landskommun); seitdem gehört es zur Gemeinde Arvika.
In Gunnarskog gibt es eine Kirche, ein Heimatmuseum sowie eine Grundschule. Wirtschaftlich lebt der Ort von der Landwirtschaft (Schweine- und Milchproduktion) sowie dem Tourismus. In der Vergangenheit wurde auch Bergbau betrieben.

## Persönlichkeiten
- Mats Wallberg (* 1948), Eisschnellläufer